# Aproximación de Wien

Comparación de la distribución de Wien con la Ley de Rayleigh-Jeans y la Ley de Planck, para un cuerpo con una temperatura de 8 mK.

La ley de Wien, o también llamada aproximación de Wien es una ley de la física utilizada para describir el espectro de la radiación térmica (a menudo llamada la función de cuerpo negro). Esta ecuación encaja con precisión los fenómenos, en una longitud de onda corta (de alta frecuencia) del espectro de emisión térmica de los objetos. Pero no describe con exactitud los datos experimentales para longitudes de onda larga (baja frecuencia) de emisión.

## Etimología
Esta ley fue propuesta por Wilhelm Wien en 1896.

## Historia
Con base en las investigaciones experimentales de Josef Stefan y la derivación termodinámica de Ludwig Boltzmann, se conoció que la potencia radiante emitida térmicamente por un cuerpo negro con la temperatura absoluta ({\displaystyle T}) aumenta con la cuarta potencia de la temperatura (ley de Stefan-Boltzmann). Aún se desconocía la distribución de la energía de la radiación en las distintas longitudes de onda emitidas.
Basándose en consideraciones termodinámicas, Wien pudo derivar su ley de desplazamiento, que estableció entre las distribuciones de longitud de onda a diferentes temperaturas:
"Si imagina [...] la energía a una temperatura graficada en función de la longitud de onda, esta curva permanecería sin cambios a una temperatura cambiada si la escala del dibujo se cambiará de modo que las ordenadas se reduzcan en la relación ({\displaystyle 1/\theta ^{4}}) y las abscisas serían aumentando en la proporción {\displaystyle (\theta )}."
La distribución de la longitud de onda de la radiación todavía era desconocida, pero se encontró una condición adicional a la que la distribución de la longitud de onda real tenía que estar sujeta a un cambio de temperatura. Hoy en día, esta forma general de la ley del desplazamiento ya no juega un papel, porque la ley de radiación de Planck describe el desplazamiento espectral en caso de un cambio de temperatura de manera muy específica. Solo el cambio relacionado con la temperatura del máximo de radiación, que ya se deriva de la ley de cambio, ha sobrevivido bajo el nombre de ley de cambio de Wien.
Con la ayuda de algunas suposiciones adicionales, Wien pudo derivar una ley de radiación que se comporta como lo requiere la ley de desplazamiento en caso de cambios de temperatura.

## Simbología
| Símbolo                      | Nombre                                  | Unidad   |
| ---------------------------- | --------------------------------------- | -------- |
| {\displaystyle I_{\lambda }} | Radiancia espectral en longitud de onda | W / m3   |
| {\displaystyle I_{\nu }}     | Radiancia espectral en frecuencia       | W s / m2 |
| {\displaystyle T}            | Temperatura absoluta                    | K        |
| {\displaystyle \lambda }     | Longitud de onda                        | m        |
| {\displaystyle \nu }         | Frecuencia                              | s-1      |
|                              | Constantes                              |          |
| {\displaystyle C_{1}}        | Primera constante de radiación          | J m2 / s |
| {\displaystyle C_{2}}        | Segunda constante de radiación          | m K      |
| {\displaystyle c}            | Velocidad de la luz                     | m / s    |
| {\displaystyle h}            | Constante de Planck                     | J s      |
| {\displaystyle k}            | Constante de Boltzmann                  | J / K    |

## Descripción
Definición de la ley de radiación de Wien dada por Wilhelm Wien en 1896:
{\displaystyle I_{\lambda }(\lambda ,T)={\Bigl (}{\frac {C_{1}}{\lambda ^{5}}}{\Bigr )}e^{-{\Bigl (}{\frac {C_{2}}{\lambda \ T}}{\Bigr )}}}
La definición de radiancia espectral garantiza que al integrar esta función entre dos valores de longitud de onda {\displaystyle \lambda _{1}} y {\displaystyle \lambda _{2}}, se obtiene la radiancia emitida por un cuerpo negro.
{\displaystyle I_{\lambda _{1}}^{\lambda _{2}}(T)=\int _{\lambda _{1}}^{\lambda _{2}}I_{\lambda }(\lambda ,T)d\lambda }
Para obtener una expresión en términos de la frecuencia {\displaystyle \nu }, debe realizarse la sustitución {\displaystyle \nu ={\frac {c}{\lambda }}\Rightarrow d\nu =-{\frac {c}{\lambda ^{2}}}d\lambda }.
{\displaystyle I_{\lambda _{1}}^{\lambda _{2}}(T)=-\int _{\frac {c}{\lambda _{1}}}^{\frac {c}{\lambda _{2}}}I_{\lambda }\left({\frac {c}{\nu }},T\right){\frac {c}{\nu ^{2}}}d\nu }
Dado que {\displaystyle \lambda _{a}<\lambda _{b}\Rightarrow \nu _{b}<\nu _{a}}, haremos {\displaystyle \nu _{1}={\frac {c}{\lambda _{2}}}} y {\displaystyle \nu _{2}={\frac {c}{\lambda _{1}}}}.
{\displaystyle I_{\nu _{2}}^{\nu _{1}}(T)=-\int _{\nu _{2}}^{\nu _{1}}I_{\lambda }\left({\frac {c}{\nu }},T\right){\frac {c}{\nu ^{2}}}d\nu =\int _{\nu _{1}}^{\nu _{2}}I_{\lambda }\left({\frac {c}{\nu }},T\right){\frac {c}{\nu ^{2}}}d\nu }
El integrando entonces, es la radiancia espectral en términos de la frecuencia.
{\displaystyle I_{\nu }(\nu ,T)=I_{\lambda }(c/\nu ,T){\frac {c}{\nu ^{2}}}=\left({\frac {C_{1}\nu ^{3}}{c^{4}}}\right)e^{-\left({\frac {C_{2}\nu }{cT}}\right)}}

## Relación con la ley de Planck
La aproximación de Wien fue originalmente propuesta como una descripción de todo el espectro de radiación térmica, aunque no describe con exactitud la longitud de onda larga (baja frecuencia) de emisión. Esta, pronto fue reemplazada por la ley de Planck, desarrollado por Max Planck. A diferencia de la aproximación Wien, ley de Planck describe el espectro completo de radiación térmica. La ley de Planck puede darse como:
{\displaystyle I_{\nu }(\nu ,T)={\Bigl (}{\frac {2\ h\ \nu ^{3}}{c^{2}}}{\Bigr )}{\frac {1}{e^{{\Bigl (}{\frac {h\ \nu }{kT}}{\Bigr )}}-1}}}
La aproximación de Wien puede obtenerse a partir de la ley de Planck asumiendo que {\displaystyle h\nu \gg kT}. Cuando esto es cierto, entonces, puede decirse que:
{\displaystyle {\frac {1}{e^{{\Bigl (}{\frac {h\ \nu }{kT}}{\Bigr )}}-1}}\approx e^{-{\Bigl (}{\frac {h\ \nu }{kT}}{\Bigr )}}}
Obteniendo
{\displaystyle I_{\nu }(\nu ,T)\approx {\Bigl (}{\frac {2\ h\ \nu ^{3}}{c^{2}}}{\Bigr )}e^{-{\Bigl (}{\frac {h\ \nu }{kT}}{\Bigr )}}}
Con lo que se puede evaluar {\displaystyle C_{1}=2hc^{2}} y {\displaystyle C_{2}={\frac {hc}{k}}}. De este modo, la ley de Planck es igual a la aproximación de Wien para altas frecuencias.